# Arova Porsche 212 Skibob
Der Arova Porsche 212 Skibob wurde im Jahr 1970 von der Schweizer Arova Firmengruppe für die damalige Porsche KG gebaut und über das Porsche Händlernetz zum Preis von 653 DM vertrieben. Der Arova 212 zeichnet sich gegenüber klassischen Skibobs durch seinen Korpus aus glasfaserverstärktem Kunststoff aus. Dieser Korpus war so gestaltet, dass er sämtliche Anbauteile des Skibobs aufnehmen konnte. Lenker, Lenkermuffe, vorderer (lenkbarer) Ski und die "Bigfoots" (kleine Ski für die Füße) waren unter der hochklappbaren Sitzbank verstaut. Der hintere Ski des Bobs ließ sich unter den Korpus klappen. Zum Skibob wurden in den Jahren 1968/1969 mehrere Patente angemeldet.

## Besonderheiten
Der gesamte Bob konnte in diesem Zustand im Kofferraum eines Porsche problemlos transportiert werden. Weitere Besonderheiten des Sportgerätes waren die hydraulischen Federbeine für den vorderen und hinteren Ski sowie die Möglichkeit, eine zweite Person auf der langen Sitzbank mitzunehmen. Der Arova Porsche 212 wurde in zwei Farben (Blau und Blutorange) angeboten, wobei die orangefarbenen Bobs auf einige wenige Exemplare beschränkt waren. Die Produktion des Arova Porsche 212 wurde nach wenigen hundert Exemplaren eingestellt. 